# 科拉利娜·维塔利斯
科拉利娜·维塔利斯（法語：Coraline Vitalis，法語發音：[kɔʁalin vitalis]；1995年5月9日—），法国女子击剑运动员，2023年欧洲运动会女子重剑团体金牌得主、2024年夏季奥林匹克运动会女子重剑团体银牌得主。